# 四處求醫
四處求醫（英語：doctor shopping）是一種拜訪多位醫生，以取得多張處方箋的行為，這種做法或是為取得藥物供非法使用（如藥物不當移轉），或者是想聽到自己想聽的醫學意見。這是藥物成癮者、成癮者的藥物供應人、疑病症患者、或人為疾患患者、以及代理型孟喬森症候群患者的慣常做法。只要拿到一定報酬而不做檢查或診斷，就開立處方的醫生被稱為“處方寫匠（writer）”或“寫匠醫生（writing doctor）”。
四處求醫之發生，通常是出自患者本身的原因，但也有出自醫生者。根據研究，在香港，這種行為的發生是因為患者等待醫生問診的時間過久，在法國，因為做丁丙諾啡治療的醫生過於嚴厲，在美國，因為醫療機構的距離遙遠、或是醫療機構工作時間有限制、還有醫生的性格問題、以及醫患之間未有充分的時間作溝通而導致。

## 描述
這類人會以"新病人"或是"外地而來就診者"的身份拜訪多家醫療衛生提供者，並利用誇大，或是謊稱自己的醫療問題，以便取得處方藥，或是想聽取醫療意見、受到診斷、或是受到治療，但不一定想取得具體的利益。

### 常涉及到的處方藥
通常這種行為涉及到的藥物有麻醉藥物、興奮劑、巴比妥類藥物、苯二氮䓬類藥物、鎮定劑、和其他精神藥物，這些藥物原本都是合法，用於醫學治療用途。執法人員對這些涉及處方藥詐欺的案件花費大量時間調查，其中許多案件還與一般商業醫療保險、聯邦醫療保險（Medicare）、或是聯邦醫療補助（Medicaid）的詐欺有關聯。
藥物不當移轉得逞的原因是透過無中生有、偽造、甚或是篡改處方箋的方式、從不法醫生那裡取得虛假處方、或是從醫療機構人員購得非法移轉而來的藥物。全美國的藥房盜竊案都在增加，以滿足不斷增長的處方藥不法需求。處方藥物價格的上漲也誘使老年人參與移轉的行為，出售他們所擁有的處方藥。
四處求醫通常是一種假病（或稱為詐病）的行為，目的就是設法拿到處方藥。假病比較少被診斷出來的原因，是因為醫生擔心揭發時會犯錯誤。對於表現假病的行為要做出道德的判斷，大體上要看觀察者的身份和當時情況而定。大多數人對於利用謊報傷害而去詐騙保險公司的做法，看成是種反社會行為。但相反的，大多數戰俘的同胞會把戰俘欺騙敵方俘虜者的行為，看待成一種熟練的應對機制。

### 疑病症和人為疾病
一些有疑病症或是人為疾患的患者本身，或者是代理型孟喬森症候群的患者會要求別人，尋訪很多的醫療衛生提供者，以找到他們想要的醫學意見、診斷、或者是治療，而不一定是尋求處方藥，這種行為不能帶來任何實質利益，但可能會產生巨額的費用、債務、或是損失。他們這樣做並非有意進行詐騙，而是患者的精神狀況所造成。

## 發生在提供全民健保國家/地區可能情況
根據一項在2014年發表的報導，臺灣平均每人每年有約15次的門診就醫次數，相較於經濟合作發展組織(OECD)國家的平均6.5次、英國的6次、美國的3.5次，數字懸殊。這種四處求醫的情況，或許和前述的藥物不當移轉，或是患者精神狀況不妥適，所造成的結果並不相同，但是對於維持患者醫療照護連續性（continuity of care）並非有利。